# Colombiana
La colombiana és un tipus de cant flamenc que va ser creat pel cantaor Pepe Marchena el 1931. Hom el considera un dels estils més recents dins d'aquest art musical.
El 1932, el mateix Pepe Marchena va gravar una versió de colombiana acompanyat pel guitarrista Ramón Montoya. El text conté sis versos de vuit síl·labes i el ritme aquesta influït per la música cubana, igual com ocorre amb altres pals flamencs d'influència hispanoamericana, com la guajira, la milonga i la rumba flamenca.
A partir de la seva creació, aquest estil es va divulgar ràpidament i va ser ben acollit pel públic, encara que els puristes el consideren allunyat dels cants autèntics. Ha estat interpretada per diversos artistes, destacant la versió ballada per Carmen Amaya, la instrumental interpretada per Paco de Lucía o les cantades per Pepe el Molinero, Rocío Jurado o Ana Reverte, que li afegeix una sèrie de matisos personals. També és cèlebre la colombiana Serranía del Brasil, que interpretava La Niña de la Puebla formant un duo amb el seu marit Luquitas de Marchena.